# فورد كونو
فورد كونو (بالإنجليزية: Ford Konno)‏ (1 يناير 1933 – ) هو سباح، من الولايات المتحدة، مثّل بلاده في الألعاب الأولمبية الصيفية 1956، وسباحة في الألعاب الأولمبية الصيفية 1952 – رجال 1500 متر سباحة حرة ‏، وسباحة في الألعاب الأولمبية الصيفية 1952 – رجال 4 × 200 متر سباحة حرة تناوب ‏، وسباحة في الألعاب الأولمبية الصيفية 1952 – رجال 400 متر سباحة حرة ‏، والألعاب الأولمبية الصيفية 1952، وسباحة في الألعاب الأولمبية الصيفية 1956 – رجال 4 × 200 متر سباحة حرة تناوب ‏.

## وصلات خارجية
- فورد كونو على موقع الاتحاد الدولي للسباحة (الإنجليزية)
- فورد كونو على موقع قاعة مشاهير السباحة العالمية (الإنجليزية)
- فورد كونو على موقع أوليمبيديا (الإنجليزية)
- فورد كونو على موقع قاعة هاواي للمشاهير الرياضية (مؤرشف) (الإنجليزية)